# Фаусек, Николай Викторович
Никола́й Ви́кторович Фа́усек (19 (31) октября 1895, Неаполь — 15 марта 1938, спецобъект Коммунарка, Москва) — один из первых российских лётчиков, видный деятель советской авиапромышленности, теоретик высотных полётов, конструктор Реактивного института, штатный преподаватель Московского авиационного института (МАИ).
В юные годы (1912) стал организатором и руководителем первого в России школьного авиамодельного кружка, публицист, историк и популяризатор авиации.
Потомственный дворянин, участник Гражданской войны, жертва политических репрессий в СССР.

## Биография
Сын выходца из Чехии, известного зоолога, энтомолога, профессора Санкт-Петербургского женского медицинского института, профессора и директора Высших женских (Бестужевских) курсов Виктора Андреевича Фаусека и его жены ученого-зоолога, педагога, пропагандиста педагогического метода Монтессори Юлии Ивановны Фаусек (ур. Андрусовой) Николай Фаусек родился в местечке Вомеро близ Неаполя, куда его отец — в то время молодой зоолог — был командирован для научной работы. С окончанием в декабре 1896 года командировки отца, проживал в Петербурге, а также в имении писателя В. Н. Ладыженского Липяги Пензенской губернии. В 1906 году поступил сразу во второй класс известной в Петербурге гимназии Карла Мая.
Среди товарищей Н. Фаусек выделялся яркими способностями, хотя учился вместе с весьма талантливыми людьми. Достаточно сказать, что его одноклассником и другом был будущий выдающийся физик, академик Яков Френкель. В те годы в гимназии К. Мая собралась целая плеяда будущих авиаторов — летчиков и авиаконструкторов: Григорий Векшин, Александр Апухтин, Виктор Кербер, Павел Депп, чуть позже — Владимир Поляк, Борис Янчевский, Соломон Данскер.
Их лидером по праву считался Николай Фаусек, который вместе с Владимиром Векшиным (братом Григория Векшина) 24 января 1912 года организовал первый в Петербурге школьный кружок авиамоделистов, названный «Обществом любителей авиационного спорта». Вскоре он построил свою первую летающую модель с им же придуманным резиномотором. Вот как в своих воспоминаниях, правда, ошибочно указав год, об этом писал Виктор Кербер:
В 1908 г. Коля увидел журнал «Вестник воздухоплавания», в котором была помещена фотография самолёта «Блерио VIII» в полёте. Коля тут же загорелся желанием сделать модель такого же самолёта и обязательно летающую. Начались поиски материалов… Долго ходил он по магазинам и набрёл на магазин Растеряева в Гостином дворе. Там глаза его разбежались: трубки, листы и проволока из различных цветных металлов. И вот в одном из дальних углов Коля поднял лист и поразился, как он лёгок. «Это что?» — спросил он. «Алюминий», — ответил продавец… Лист алюминия стоил очень дорого — 90 копеек, но Коля всё-таки купил его… Всё свободное от уроков время Коля работал над моделями… Вскоре Коля добился замечательных результатов: он ставил свою модель на шасси на паркетный пол школьного зала и пускал. Модель бежала, самостоятельно взлетала на высоту 2-2,5 м, пролетала почти весь зал и, по выработке завода, планировала и садилась на пол на шасси. Когда стало тесно для полётов модели в зале, Коля перебрался во двор школы… Так появилась первая отечественная модель самолёта. Будучи ещё гимназистом последнего класса гимназии К. Мая, он успешно читал лекции о моделях самолётов, демонстрируя свою в полёте.
В том же 1912 году, как воспоминала его мать Юлия Фаусек, по аналогии с тем, как ранее это сделал его товарищ Григорий Векшин, Николай сконструировал, построил и испытал собственный планер.
В 1913 году Н. Фаусек с золотой медалью окончил гимназию, и по рекомендации друга матери И. М. Гревса поступил в Санкт-Петербургский политехнический институт императора Петра Великого. Через год, с началом Первой мировой войны Н. Фаусек продолжил учёбу и одновременно стал изучать лётное дело. В институте были открыты курсы теоретической подготовки будущих лётчиков, и он как студент мог свободно их посещать. Одновременно он работал на одном из петроградских авиазаводов. С 1916 года, ещё будучи студентом, Н. Фаусек стал активно публиковать свои технические идеи в журнале «Автомобиль». 1 февраля 1916 года, на правах вольноопределяющегося (как окончивший гимназию) поступил на действительную военную службу в первый Авиапарк. 23 марта 1916 г. переведён в Военно-Авиационную школу при Всероссийском Аэроклубе в Петрограде, где, сдав в июле 1916 г. экзамен на моториста, сдал экзамен на звание лётчика на аппарате «ВУАЗЕН». 6 июля 1917 года переведён в 15-й корпусной авиационный отряд, где совершил ряд боевых разведок. В августе 1917 г. проиведён в младшие унтер-офицеры. В отряде прослужил по 23 марта 1916 г. и сразу же перешёл вместе с отрядом в Красную Армию. В годы Гражданской войны он лётчиком в составе 43-го разведывательного авиационного отряда красных воевал на Туркестанском фронте. Свои впечатления о Гражданской войне Н. Фаусек подробно описал в очерке «Фронтовое», опубликованном в 1922 году журналом «Новая Россия».
В 1923 году Н. Фаусек переехал в Москву, где был зачислен в штат преподавателей Академии Воздушного Флота имени Н. Е. Жуковского, лишь год назад реорганизованной из Института инженеров Красного воздушного флота. В этот год при академии была создана Центральная авиамодельная секция, в работе которой Н. Фаусек принял самое активное участие. Уже через год, 28 сентября в Москве состоялись массовые состязания авиамоделистов. Модель победителя состязаний Н. Фаусека тогда установила рекорд, пролетев 45 метров за 13,4 сек.
Будучи штатным преподавателем инженерного факультета Академии, занимаясь конструкторскими разработками, Н. Фаусек в 20-е годы стал одним из ярких популяризаторов авиации. Многие его статьи и книги, посвященные истории воздухоплавания, авиамоделированию, оригинальным техническим идеям в авиации, продолжают цитироваться спустя 80 и 90 лет.
С организацией в 1930 году Московского авиационного института (МАИ) Фаусек был назначен преподавателем его самолётостроительного отделения (позже факультета). Одновременно, в начале 30-х годов он был принят на должность конструктора в Реактивный институт, где работая под руководством Г. Э. Лангемака, участвовал в создании реактивных снарядов для легендарных «Катюш».
Н. В. Фаусек был арестован через полтора месяца после Г. Э. Лангемака 20 декабря 1937 года в своей квартире в Марьиной роще. Готовый к такому развитию событий, он лишь успел сказать жене: «Передай Маримондочке, что майский жук пошёл на вынужденную посадку!»
Фамилия Н. Фаусека фигурировала в списке «Москва-Центр», среди предназначенных к осуждению по 1-й категории, представленном 5 марта 1938 года старшим майором государственной безопасности В. Е. Цесарским И. В. Сталину. Список по обыкновению был подписан без замечаний. «Суд» Особого совещания при НКВД состоялся 15 марта 1938 года. Фаусек Николай Викторович по обвинению в шпионаже был приговорен к расстрелу. В ту же ночь приговор был приведен в исполнение на спец. объекте НКВД «Коммунарка», что на 24-м километре Старо-Калужского шоссе. Семье была сообщена стандартная формулировка: «10 лет без права переписки». Военной Коллегией Верховного Суда СССР от 24 ноября 1956 года Н. В. Фаусек был полностью реабилитирован.

## Семья
- Жена: Фаусек Вера Владимировна (1902, Ашхабад — не ранее 1946). 28.06.1938 г. была осуждена Особым совещанием при НКВД, как «член семьи изменника родины» на 8 лет исправительных работ. Наказание отбывала в Акмолинском лагере жён изменников Родины (АЛЖИР). Освобождена 14 апреля 1946 г.[14][15]
- Брат: Всеволод Викторович Фаусек (1889, Санкт-Петербург — 15.01.1910, Санкт-Петербург) — студент юридического факультета Санкт-Петербургского Императорского университета. Покончил с собой;
- Брат: Владимир Викторович Фаусек (1892, Санкт-Петербург — 1.07.1914, Санкт-Петербург) — студент Санкт-Петербургского Императорского университета. Умер от энцефалита, заразившись в научной экспедиции;
- Сестра: Наталия Викторовна Фаусек (1893, Санкт-Петербург — после 1949 г.) — до Великой Отечественной войны актриса «Нового театра»;
- Дядя по материнской линии: академик Николай Иванович Андрусов (7.12.1861, Одесса — 27.04.1924, Прага);
- Двоюродный брат: академик Словацкой академии наук Дмитрий Николаевич Андрусов (7.11.1897 — 1.04.1976).

## Избранные труды
- Фаусек Н. В. Фронтовое (гримасы революции). — Новая Россия. — 1922.
- Фаусек Н. В. Еще об организационных и причастных им вопросах воздушного флота. — Вестник Воздушного Флота. — 1924, №№ 4-6.
- Фаусек Н. В. Обучение стрельбе и воздушному бою в германской авиации. — Вестник Воздушного Флота. — 1924, №№ 4-5.
- Фаусек Н. В. Летающие модели самолётов и как их строить / Красвоенлет Фаусек, препод. Акад. воздушного флота; О-во друзей воздушного флота. — М.: Изд-во ОДВФ РСФСР, 1925. — 158 с. — (Литература о моделях, послуживших источником).
- Фаусек Н. В. Рекордные летающие модели. — М.: Изд-во Союза Авиахим СССР и Авиахим РСФСР, 1926. — 38 с.
- Покровский С. Н., Фаусек Н. В., Матсон И. Боевые действия авиации против земного противника. — М., Л., 1927.
- Краткий путеводитель по Центральному аэрохиммузею Авиахима имени М. В. Фрунзе / Составили: Е. В. Бабушкин, Н. А. Вишневский, Т. Я. Заболоцкий, А. Л. Леймер, Н. В. Фаусек и Г. А. Шмелев; Под общ. ред. Е. П. Банчика  Союз авиахим СССР. — М.: Авиахим, 1927. — 80 с.
- Фаусек Н. В. Высотные полеты. — Авиация и химия. — 1929, № 1. — С. 11.
- Фаусек Н. В. Автомобильные дизель-моторы. — За рулем. — 1929, № 6. — С. 18.
- Фаусек Н. В. Через материки и океаны : Замечательные перелеты. — М.: Осоавиахим, 1929. — 32 с. — (Библиотека журнала «Авиация и химия» ; № 3).
- Фаусек Н. В. Рекордная модель гидросамолёта. — Авиация и химия. — 1929, № 10. — С. 22—23.
- Фаусек Н. В. Новые идеи в самолётостроении. — Авиация и химия. — 1929, № 4. — С. 15—16.
- Фаусек Н. В. Дизельмотор - на трактор и автомобиль. — М.: Огиз Гос. науч.-техн. изд-во, 1931. — 29 с. — (Серия агитационно-технической литературы Книжка - ударнику).
- Фаусек Н. В. Двадцатилетие мертвой петли. — История авиации. — 1933, № 10. — С. 46—47.
- инж. Фаусек. Десятилетие авиационного музея в Москве. — Самолет. — 1937, № 2. — С. 23—24.